# SES-10
SES-10 – luksemburski satelita telekomunikacyjny, zamówiony przez spółkę SES, zbudowany przez koncern Airbus. Docelowo znalazł się na orbicie geostacjonarnej nad południkiem 67º W, skąd obejmuje swoim zasięgiem Meksyk, Brazylię, Karaiby oraz hiszpańskojęzyczne kraje Ameryki Południowej.

## Historia
20 lutego 2014 przedstawiciele firmy SES podpisali umowę z firmą Airbus Defence and Space na budowę satelity SES-10. Jednocześnie tego samego dnia firma ogłosiła, iż satelita zostanie wyniesiony za pomocą rakiety SpaceX. Początkowe spekulacje sugerowały użycie rakiety Falcon Heavy, gdyż ówcześnie używana rakieta Falcon 9 w wersji v1.1 miała zbyt niski udźwig na orbitę przejściową.
30 sierpnia 2016 ogłoszono, że SES-10 zostanie wyniesiony na orbitę za pomocą rakiety Falcon 9 w wersji Full Thrust w czwartym kwartale 2016. Od razu zaznaczono, że start rakiety będzie jednocześnie pierwszą próbą ponownego wykorzystania pierwszego stopnia rakiety Falcon 9, w tym wypadku egzemplarza użytego w misji CRS-8 statku Dragon. Po eksplozji rakiety na stanowisku startowym SLC-40 w Cape Canaveral AFS we wrześniu 2016 termin startu przesunięto na marzec 2017.
Satelita wystartował 30 marca 2017 o 22:27 UTC z platformy startowej LC-39A Centrum Kosmicznego im. Johna F. Kennedy’ego. 9 minut po starcie pierwszy człon rakiety wylądował z powodzeniem na pokładzie barki Of Course I Still Love You.  32 minuty po starcie satelita oddzielił się od rakiety i znalazł się na orbicie przejściowej o wysokości 218 – 35 410 km i nachyleniu 26,2º.

## Dane techniczne
Satelita jest zbudowany na bazie platformy Eurostar E-3000. Masa całkowita satelity wynosi 5300 kg, zaś moc paneli fotowoltaicznych oszacowano na 13 kW. Satelita będzie wykorzystywał 2 rodzaje silników – silniki na paliwo ciekłe, które mają być wykorzystane do umieszczenia satelity na orbicie geostacjonarnej, oraz silnik Halla do utrzymania orbity. Głównym ładunkiem satelity jest 55 transponderów pasma Ku. Żywotność satelity szacowana jest na 15 lat.